# وضاح الحمزاوي
اللواء وضاح الحمزاوي محافظ سوهاج منذ ؟ - خلفًا لـ؟ - وحتى 4 سبتمبر 2012 وخلفه يحيى عبد العظيم الذي جاء بتعيين من الرئيس محمد مرسي.